# Dampicourt
Dampicourt (Gaumais: Dampicoû) is een plaats in de Belgische provincie Luxemburg en een sinds de gemeentelijke herindeling van 1977 in het arrondissement Virton een deelgemeente van Rouvroy. Op het grondgebied van het dorp ligt de monding van de Chevratte in de Ton. Dampicourt wordt gedomineerd door de papier en cellulosefabriek die midden jaren 1960 werd opgericht (oorspronkelijk Cellulose des Ardennes nu Burgo Ardennes) net over de gemeentegrens in Harnoncourt en die regelmatig voor sterke geurhinder zorgt.

## Demografische ontwikkeling
- Bronnen:NIS, Opm:1831 tot en met 1970=volkstellingen